# Grandidierella elongata
Grandidierella elongata is een vlokreeftensoort uit de familie van de Aoridae. De wetenschappelijke naam van de soort is voor het eerst geldig gepubliceerd in 1926 door Chevreux.